# Zarieczje (obwód irkucki)
Zarieczje (ros. Заречье) – wieś (dieriewnia) w Rosji, w obwodzie irkuckim, w rejonie niżnieudińskim. W 2010 liczyła 366 mieszkańców.